# Sân bay Nam Bình Vũ Di Sơn
Sân bay Nam Bình Vũ Di Sơn là một sân bay ở Nam Bình/Vũ Di Sơn, tỉnh Phúc Kiến, Cộng hòa Nhân dân Trung Hoa. Sân bay này có mã theo IATA và ICAO là (IATA: WUS, ICAO: ZSWY).

## Các hãng hàng không và các điểm đến
| Hãng hàng không         | Các điểm đến                                                     |
| ----------------------- | ---------------------------------------------------------------- |
| China Eastern Airlines  | Thượng Hải-Hồng Kiều                                             |
| China Southern Airlines | Trường Sa, Hạ Môn, Trịnh Châu                                    |
| Shanghai Airlines       | Hạ Môn                                                           |
| Shenzhen Airlines       | Thâm Quyến                                                       |
| Xiamen Airlines         | Bắc Kinh-Thủ đô, Phúc Châu, Thượng Hải-Phố Đông, Hạ Môn, Chu Sơn |